# Voldemort: los orígenes del heredero
 Voldemort: Los orígenes del heredero es una película de fantasía italiana dirigida por Gianmaria Pezzato, con Stefano Prestia como productor ejecutivo. Es un precuela no oficial creada por fanes a la serie de películas de Harry Potter; ni la cadena Warner Bros ni J. K. Rowling, la autora de la saga de Harry Potter, están vinculados con la producción.
El tráiler oficial se lanzó en Facebook y Youtube en junio de 2017. El 1 de diciembre de 2017, el tráiler final se lanzó en YouTube y alcanzó en dos días las treinta millones de reproducciones. La película no fue lanzada en cines, pero está disponible de forma gratuita en YouTube desde el 13 de enero de 2018.

## Origen
Voldemort: Orígenes del heredero representa la historia del ascenso de Tom Riddle al poder. Si bien es una obra independiente, se ha procurado respetar la estética particular de las anteriores películas sobre el mundo de Harry Potter.
El sitio web oficial de su productora, Tryangle, dice sobre ella: 

Nosotros [los creadores] nos preguntamos: ¿Qué hizo que Tom Riddle se convirtiera en Voldemort? ¿Qué pasó en esos años, y qué pasó realmente en Hogwarts cuando regresó? Hay algunas pistas en los libros que no han sido transpuestas en absoluto en las películas, pero muchas cosas no se dicen. Esta es la historia que queremos contar: el ascenso del Señor Oscuro antes de Harry Potter y su primer fallecimiento.

La película ha tenido problemas legales, debidos a que Warner Bros acusó a sus productores de violar sus derechos de autor, ya que dicha corporación es dueña de la marca de Harry Potter y las creaciones de J. K. Rowling. Si bien Voldemort había comenzado a filmarse en 2015, el primer tráiler apareció en 2016, junto con una campaña en el sitio web Kickstarter.com para recaudar fondos con el objetivo de terminar el proyecto. Ante la popularidad de sus avances, Tryangle y Warner Bros llegaron al acuerdo de que la primera conservaría la película solo si no lucra con ella; es por eso que la han colgado en Youtube el 13 de enero de 2018.

## Trama
La película arranca con un flashback de Tom Marvolo Riddle preparando su maleta para marcharse cuando ve una foto de él y otros tres chicos, solo para tirarla al piso. Luego, en el presente, Grisha McLaggen irrumpe en un almacén de los aurores soviéticos logrando derrotar a numerosos guardias solo para ser capturada más adelante. El general Makarov, líder de la base le inyecta Veritaserum para interrogarla. Gracias a la poción mágica, Grisha confiesa que estaba buscando un diario, el diario de Tom Riddle, un objeto de magia oscura incautado por las autoridades soviéticas, pensando que pertenecía al mago oscuro Gellert Grindelwald. En un mega flashback, Grisha le cuenta a Makarov que ella estudió en Hogwarts con Tom y se hicieron amigos de otros dos alumnos. Sin embargo, ella revela que los cuatro eran los últimos descendientes de sangre de los cuatro fundadores de Hogwarts y por lo tanto, sus auténticos herederos: Grisha McLaggen: heredera de Godric Gryffindor/ Lazarus Smith: heredero de Helga Hufflepuff/ Wiglaf Sigurdsson: Heredero de Rowena Ravenclaw/ Tom Marvolo Riddle: Heredero de Salazar Slytherin. 
Su relación iba bien hasta que en una disputa por el afecto de Grisha, Tom le rompió la mano a Lazarus. Luego, Tom se graduó, se distanció y siguió su propio camino como un empleado de Burgin And Burks mientras Grisha se convertía en una aurora británica de renombre. Al mismo tiempo, Lazarus, en palabras de McLaggen, fue capaz de localizar la reliquia ancestral de su familia: La Copa. Sin embargo, Grisha descubrió que un mago oscuro muy poderoso estaba buscando el artefacto y terminó asesinando a Lazarus. Más adelante, Grisha explica a Makarov que el profesor Albus Dumbleldore descubrió que Tom fue quien mató a Lazarus y asesino a su tía, Hepzibah Smith, quien poseía la copa y el guardapelo de Slytherin. A su vez, Grisha revela que Riddle ya puede poseer la diadema de Rowena ya que Wiglaf fue a confrontarlo y nunca regresó. A su vez, a través de indirectas, uno descubre que Tom ha estado formando a los ´´mortífagos´´ y que ha empezado a usar su nuevo nombre.
A pesar de toda esa explicación, Makarov no entiende que tiene que ver con el diario y ella responde que dicho objeto puede ser un horrocrux, un objeto en el que uno coloca una pequeña parte de su alma a través del asesinato y de la magia oscura. Convencido, el general la libera para que lidie con Tom y evite el surgimiento de otro Grindelwald. Sin embargo, cuando él pregunta cómo sabía dónde estaba el diario, ella se muestra como Voldemort disfrazado. En la escena final, uno de los aurores soviéticos que recogieron el diario deduce que se hizo uso del sacrificio de una mujer (Grisha) para proteger el cofre donde estaba el diario, imbuido de magia oscura.

## Temas
Voldemort: Orígenes del heredero habla sobre los primeros años de Tom Riddle, o más conocido como lord Voldemort, un poderoso mago oscuro de la saga de Harry Potter, y todas las razones que hicieron que su nombre fuera tan conocido y temido entre sus pares. También se introducirán personajes originales adicionales en la película: no solo el protagonista, el Heredero de Slytherin, sino también los otros herederos de las casas de Hogwarts. De la misma forma se habla sobre las reliquias de cada casa y cómo Tom Riddle logra obtenerlas. La película muestra el ansia de inmortalidad del futuro lord Voldemort, algo que ya había sido visto en las películas oficiales de la saga.

## Reparto
- Stefano Rossi como Tom Marvolo Riddle – un mago oscuro y antiguo estudiante de Hogwarts, el cual es el antagonista principal.
- Mitchell Thornton como Tom Marvolo Riddle/Lord Voldemort (voz).
- Davide Ellena como lord Voldemort.
- Maddalena Orcali como Grisha McLaggen la heroína principal y heredera de Godric Gryffindor quién actualmente intenta detener a lord Voldemort. Grisha también narra el tráiler.
- Andrea Deanisi como Wiglaf Sigurdsson, el heredero de Rowena Ravenclaw.
- Gelsomina Bassetti Como Hepzibah Smith.
- Andrea Bonfanti como Lazarus Smith, el heredero de Helga Hufflepuff.
- Alessio Dalla Costa como General Makarov.